# 15-ös vízibusz (Velence)
A velencei 15-ös jelzésű vízibusz a San Zaccaria és Punta Sabbioni között közlekedik. A viszonylatot az ACTV üzemelteti.

## Története
A régi 15-ös vízibusz gyorsjáratként közlekedett a két végállomás között. A nagy sebesség és a relatíve kis hajóméret miatt kellemetlenül hullámzott, ezért végül a sok panasz miatt megszüntették.
2004-ben azonban a régi útvonalán – most már nagyobb hajókkal – újraindították.
A 15-ös járat története:
| Időszak     | Járat- szám | Megállók                              |
| ----------- | ----------- | ------------------------------------- |
| 1982 – 1987 | 15          | Riva degli Schiavoni – Punta Sabbioni |
| 2004 – ma   | 15          | San Zaccaria (Pietà) – Punta Sabbioni |

## Megállóhelyei
| sz. | idő (perc) | megállóhely neve     | sz. | idő (perc) | átszállási kapcsolatok                                                                                | látnivalók                                 |
| --- | ---------- | -------------------- | --- | ---------- | --- | ------------------------------------------ |
| 0   | 0          | San Zaccaria (Pietà) | 1   | 30         | 1, 2, 4.1, 4.2, 5.1, 5.2, 7, 14, 19, 20, N, Alilaguna B, Brighella, Colombina, Carnevale all’Arsenale | Szent Márk tér, Dózse-palota, San Zaccaria |
| 1   | 30         | Punta Sabbioni       | 0   | 0          | 12, 14, 17, 22, N-LN, Alilaguna G                                                                     | Punta Sabbioni                             |

Megjegyzés: A dőlttel szedett járatszámok időszakos (nyári) járatokat jelölnek.